# موسیقی در من جریان دارد
«موسیقی در من جریان دارد» (به انگلیسی: I've Got the Music in Me) تک‌آهنگی از هنرمند اهل بریتانیا کیکی دی است که در سال ۱۹۷۴ میلادی منتشر شد. این تک‌آهنگ در آلبوم موسیقی در من جریان دارد قرار داشت.